# Dindori (Madhya Pradesh)
Dindori est une ville indienne située dans le district de Dindori dans l’État du Madhya Pradesh. En 2001, sa population était de 17 413 habitants.

## Traduction
- (en) Cet article est partiellement ou en totalité issu de l’article de Wikipédia en anglais intitulé « Dindori, Madhya Pradesh » (voir la liste des auteurs).